# Koniówki
Koniówki – wzgórze o wysokości 305 m n.p.m. Znajduje się w Jaworznie w dzielnicy Jeleń.